# Гојчајска битка
Гојчајска битка (азер. Göyçay döyüşü, рус. Геокчайский бой, тур. Göyçay/Gökçay Savaşı) или Напад на Гојчај (азер. Göyçay basqını, тур. Göyçay/Gökçay Baskını), обухвата серију сукоба од 27. јуна до 1. јула 1918. године, између Османско–Азербејџанских коалиционих снага под командом Нури-паше и коалиције Совјетске 11. армије и припадника Јерменске Револуционе Федерације. Главна битка завршена је 30. јуна, али су се мањи сукоби наставили до 1. јула. Иако је бројност била шест према један у корист совјета, Централне силе су поразиле Јерменско–Руске снаге пре доласка у Генџи, тадашњем седишту Османске Кавкаске исламске армије. Османско–Азербејџанске снаге су након битке преузеле контролу над подручјем од Гојчаја дo Шамахија и окончале су Јерменско-Совјетску власт у региону.

## Позадина
Шаумјан-вођа комуниста у Бакуу, одлучио је да покрене војну операцију како би спречили османску армију да се опорави у Генџи. Командант Григориј Корганов потписао је 4. јуна наредбу и затражио од Црвене армије помоћ за заједничку акцију. Он је дао инструкције јерменско-бољевичко-руским снагама да освоје равничарски део око Јевлаха и заузму мост у Јевлаху. Јермени и руски бољшевици су 6. јуна кренули из Бакуа за Kaзи-Магомед (данашњи Аџигабуљ). Они су опљачкали Кази-Магомед и села у околини.
Снаге Црвене армије, почеле су да се окупљају на станици у Кази-Магомеду, одакле су 10. јуна кренуле према Генџи, тадашњој престоници Азербејџанској Демократској Републици. Постојала је мала војна јединица, састављена од Грузијаца и Азера, која се борила против Црвене армије. Рођени Грузијац Леван Макалов био је командант ове групе. Савезничка коалиција је 10. јуна заузела станицу у Сигиру. За то време, Шаумјан је сазнао да османска војска још увек није стигла у Генџи. Јерменско становништво у Генџи се сукобило са османско–азербејџанским снагама. Желео је да искористи ову ситуацију, која је ишла у прилог Комесаријату у Бакуу. Заузимање станице Сигир било је веома охрабрујуће за Шаумјана. У телеграму који је послао Владимиру Лењину, он је написао:
Војска је 11. јуна заузеле станицу Сигир. Наша обавештајна служба је тренутно под снажном ватром на станици Карар. Наше војне снаге напредују.— Степан Шаумјан, 

### Курдамир
Један део Црвене армије заузео је пругу Баку – Хаџикабул, која је водила до станице Мусуслу, док је други део прошао кроз Хаџикабул и стигао до Курдамира. Снаге Црвене армије у региону окупиле су се овде и напале Курдамир. Отпор полицијских снага састављених од Азера који су покушали да бране град нису дали никакве резултате. Црвена армија је преузела контролу над станицом, поред самог града.
Окупација Курдамира од стране бољшевично-јерменских снага донела је велику нервозу коалиционим снагама у Генџи. То је била озбиљна препрека за напредовање Кавкаске исламске армије.

### Шамахи, Ахсу и Исмаили
Трећи огранак Црвене армије такође се преселио са севера Баку. Крећући се аутопутем Баку – Генџе на северозападу, ушли су у Маразу и Шамахи. Бољшевичко-јерменске снаге напале су село Бијо, што је резултирало крвавом борбом између сеоског становништва и 400 јерменских војника. Битка је завршена азербејџанском победом. Доживевши неочекивани тешки пораз, бољшевици су покренули већу инвазију на село. Након тога становници села су били присиљени да се повуку у Ахсу а затим у Гојчај. Након што су спалили село Бијо, јерменско-бољшевичке снаге су заузеле Ахсу. Прва и трећа дивизија 11. руске армије заузеле су Исмаилију и околна насеља на северу Гарамарама. У јутро 16. јуна 11. руска армија је напала азерске, дагестанске и грузинске положаје у региону. На крају крваве битке, која је трајала више од седам сати, коалиционе снаге су биле приморане да се повуку из Гојчаја. 11. руска армија је почела да добија већу подршку од јерменских и руских села у региону.

## Поређење снага
Совјетски историчари тврде да је Османска војска имала бројну предност над бољшевицима, али Мустафа Горуриљмаз напомиње да је у стварности било супротно. Он је написао да је "на почетку битке број турских војних снага које су пристигле у Азербејџан био мањи од 5 хиљада. Док је број снага Црвене армије премашио 30 хиљада са доласком јерменских група". Број азербејџанских војника у бици је непознат, али мора да је био мањи од 5,000, јер њихова прва војна организација под командом Али Аге Шихлинског, која је основана 26. јуна, бројала је мање од 5,000 војника. Осим тога, непознати број добровољаца из Ахдаша, Ахстафе, Ахсе, Барде, Генџа, Гојчаја, Шаке, Јевлаха, Загатале придружио се османско-азербејџанским коалиционим снагама.
Шаумјанове и црвеноармијске снаге нису биле састављене од војника азерског порекла. То су били бивши војници руске императорске армије, која се распала након Октобарске револуције. Иако је већина војника Јерменске револуционе федерације био из Западне Јерменије, знатан број је долазио из Демократске Републике Јерменије и Азербејџанске Демократске Републике.
Шаумјан, у телеграфу послатом Лењину каже да су: "Бољшевичко-јерменске снаге показале изузетну храброст у Гојчајској бици, али команданти који су водили војску доносили су изузетно кукавичке одлуке". Поред тога, он је навео да су антикомунистичке пропаганде које су спроводили чланови британске MI6 такође имале велики утицај на пораз.
Руски козачки одред у Персији, предводио је Лазар Бичерахов. Иако је био део Белог покрета, Бичерахов је преговарао са комунистима у Бакуу. У покушају да спасе ситуацију, бољшевици су прихватили његову помоћ против османско-азербејџанских коалиционих снага. Његов одред је стигао у Алат на Каспијском мору из луке Анзали. 7. јула је кренуо у Курдамир али је претрпео тешке губитке на фронту. Сам Бичерахов је био именован за команданта бољшевичко-јерменско-козачких снага под општим надзором Григорија Корганова. Међутим, Лазар Бичерахов није се у потпуности слагао са одредом Григорија Петрова, што је изазвало конфузију између бољшевика, Јермена и Козака. 30. јула, Бичерахов, напуштен од бољшевичких и јерменских јединица, схватио је узалудност војних операција против османско-азербејџанских трупа, и побегао је у Дагестан са својим одредом, остављајући небрањеним северни део фронта. "Одбио сам команду над војском дезертера и кукавица", написао је свом брату Георгију Бичерахову. Укупно, током периода борбе, према самом Бичерахову, његова јединица је изгубила више од 100 војника.

## Први напад
Седиште КАвкаске исламске армије налазило се у Генџу, тадашњем Јелизаветпољу. Припадници војске у Генџу су дошли до закључка да између њих и железничке пруге нема физичке баријере, те да би та ситуација представљала велику претњу главном граду. Нури-паша је прорачунао да права претња Генџу долази од снага Црвене армије у близини Гојчаја. Сукоби у региону Гојчаја били су прекретница за повлачење Црвене армије из Азербејџана и независност нације.
Сви војници петог Кавкаског пешадијског пука још увек нису пристигли у Генџи. Десети Кавкаски пешадијски пук је прешао пут Ванадзор–Дилиџан и стигао је у Агстафу. Они су стигли до Гојчаја 15. јуна. Назим-бег и његови војници су послати на фронт у Курдамиру. Десети Кавкаски пешадијски пук, под командом Осман Бега, био је послат на фронту у Гарамараму. Након неколико дана, османске снаге су поразиле јерменске трупешто је узроковало повлачење јерменских трупа у село Галакар.
Начелник штаба Кавкаске исламске армије Назим-бег, наложио је Осман Бегу да изведе обавештајни напад на јерменско-совјетске снаге. Према наредби Османа Бега, 28. батаљон је 17. јуна извео акцију против јерменско-бољшевичких снага на западу Гарамарама. Настављајући операцију на путу, 28. батаљон је упао у совјетску заседу. Након крваве борбе, османске снаге су се повукле у село Весали.
Видевши да је ситуација постала опасна, Осман-бег је преместио свој 30. батаљон како би заштитио 28. батаљон са свих страна. Међутим, те батаљоне су напали бољшевичке снаге у подручју изузетно стрмих долина и брда. 29. батаљон, који је нападнут са обе стране, могао је једино да се пресели у село Весали након веома крваве борбе.
Ова прва битна битка Кавкаске исламске армије у региону завршила сe неуспехом у близини Гарамарама. Морал бољшевика, посебно трећа дивизија и морално расположење њеног лидера Хамазаспa Срвандзтјанa драматично су порасли. Тако охрабрени, наставили су са успесима у окупираном Гарамараму и заузели су неке важне положаје како би напали Гојчај.
Кавкаска исламска армија изгубила је око 200 војника, број рањених је износио 156. Јерменско-совјетске снаге заплениле су неколико османских топова и муницију.

## Други напад
Након овог пораза, Нури-паша, командант азербејџанских снага Али Ага Шихлински и командант Пете пешадијске дивизије Кавкаске исламске армије Рушту-бег, напустили су Генџе и стигли су на станицу у Мусулију 18. јуна. Tу су се састали са нечелником штаба Кавкаске исламске армије Назимом Бегом, и командантима 29. пука из Весалија, где су разговарали о даљим ратним дешавањима. Нури-паша и још неколико високих генерала отишли су за Гојчај, где су се састали са командантом 10. Кавкаског пешадијског пука Османом Бегом, и разговарали су о ратним акцијама Caucasian Infantry Battalion Lieutenant Colonel Osman Bey and again discussed the state of war.
Према извештајима, припадници бољшевичке Црвене армије спалили су више од 50 села на путу од Бакуа до Гарамарама. Убијено је пуно азерског становништва у тим селима, а они који су успели побећи уточиште су пронашли у Гојчају и околним насељима. Број избеглица из Шамахија, Исмаилија и околних насеља нарастао је на око 400 хиљада.
Снаге Црвене армије су регрутовале Јермене и Русе из околних села и окупили су војску од 30 хиљада људи.
Нури-паша је мислио да ће се хиљаде Азера придружити Кавкаској исламској армији након формирања, али његова очекивања су била погрешна. Неколико хиљада војника који су се прикључили војсци нису дали помоћ коју је Нури-паша тражио. Отишао је до Гојчаја и изразио своје разочарење у јавности говором у центру града. У свом говору, он је објаснио да је "Османско царство, послао војнике на Кавказ из своје домовине да ослободи своју азербејџанску браћу и друге Турке који живе у региону од непријатељског угњетавања" и да је велика важност "свих који се добровољно прикључе војсци и служе с великим духом ". Он је такође рекао:
Многи наши војници који су се борили на овој жестокој врућини умрли су од дехидрације. Пошто не приступате војсци, морате барем да помогнете тако што ћете носити храну и воду за ове војнике.— Нури-паша, 
Нури-паша је послао два важна извештаја у Истанбул. Први је послат 27. јуна, а други 1. јула. Према овим извештајима, бољшевици су стицали надмоћ на Кавказу, а Азери нису могли да чине главну силу војске. Закључује да 5-а Кавкаска пешадијска дивизија не може да функционише у региону. У извештајима, Нури-паша је изјавио да Кавкаска исламска армија не може да постигне успех у својим активностима. "Очекивали смо да ће се армији придружити најмање 30 хиљада Азера. Међутим број регрута је износио око 3,700. У оваквим околностима, да би се решило питање Бакуа, долазак друге дивизије био би неопходан. Муслимани (Азери) овде пуно говоре а мало раде. Они су прождрљиви и похлепни људи. Од њих имамо мало или нимало користи. Како би се осигурало ослобођење Бакуа и Азербејџана под оваквим околностима, неопходно је да Османско царство пружи подршку својим људима. 5-ој дивизији је потребна хитна помоћ. У супротном, наша ситуација уопште не би била добра".
Линија фронта између Кавкаске исламске армије и Црвене армије била је у пат позицији. Нури-паша је био у страху од предстојећег пораза а знао је да ће Антанта покренути још нападе на Османско царство, што ће резултирати тиме да војска неће слати додатне људе на Кавказ. Он је послао писмо команданту 5. кавкаске пешадијске дивизије Мурселу Бегу. У том писму, Нури-паша је изјавио да ће се трупе преселити на линије фронта 23. и 24. јуна, а очекује се да ће напад почети 27. и 28. јуна.
Током припрема, бољшевички шпијуни су преносили кључне информације Црвеној армији. Бољшевици су 27. јуна покренули напад са три батаљона. Неки од њих су се преселили на север и напали су 10. кавкаски пешадијски пук са леђа. Османске снаге успеле су у жестоким борбама да се одбране од бољшевичког напада.
10-ти кавкаски пешадијски пук успео је, након одбијеног напада, да крене у контра напад на Црвену армију и натерао је на повлачење од 3 km у односу на претходну позицију. 29. јуна, 5. кавкаска пешадијска дивизија припремала се за прву комбиновану операцију у Азербејџану. Почетни напад је требало да се изврши са 10. и 13. кавкаским пешачким пуковима, док би 2. коњички пук напао бољшевике са њихове леве стране. Током ових деловања, османска вода, храна и муниција били су у веома оскудном стању.
Због изузетно врућег времена, обе стране нису могле кренути у пуни напад. Османска вода је долазила из Гојчаја. Због проблема снабдевања, обе стране су се бориле са бајонетима. На крају дана османске снаге су у потпуности контролисали западне делове Гарамарама, док су у североисточним деловима успоставили делимичну контролу. Западни делови Гарамариама били су у равници. Путеви за повлачење бољшевика били су драстично сужени, а на истоку, у околини Ахсуа је преовладавало брдовито подручје. Бољшевичке снаге су одлучиле да напусте Гарамарам што је брже могуће.
Црвена армија је 30. јуна покренула изненадни напад на 1. кавкаски пешадијски пук, али није успела постићи никакав успех. Током битке за Гарамарам азербејџанске добровољне коњичке снаге предводио је Хабиб-бег Салимов.
Снаге Црвене армије покренуле су ноћни напад на 5. кавкаску пешадијску дивизију у Гојчају са левог бока уз помоћ локалних јерменских и руских села. Снаге Црвене армије у том нападу бројиле су око хиљду војника, два топа и два митраљеза. Бољшевичке снаге предводио је Емиров, етнички Јермен, који је покренуо нападе на села Пазаванд и Кирдадут. Цивилно становништво Гојчаја побегло је у Уџар. У граду није било редовних војника. Те ноћи, нова добровољачка коњица, под командом генерал-мајора Ахмада Хамдија стигла је у Генџу из Газаха. Одмах су кренули за Гојчај. У помоћ Гојчају кренули су и 25. кавкаски пешадијски пук и војска генерала Али Сабиса. Азербејџанска коњица под вођством Ахмада Хамдија покушала је да протера бољшевичке снаге, али али је потпуно поражена до 7 сати ујутру.
25. пешадијски батаљон и неке полицијске снаге са фронта Гарамарама стигли су до Гојчаја. Нури-паша, видевши да је Гојчај на ивици окупације и да постоји опасност од опкољавања, послао је неке од снага које су служиле у Гарамараму и Агдашу да помогну нападнутима у Гојчају. 9. кавкаски пук, који је био стациониран у Полују, под командом Ћемила Тојдемира, и полицајцима из Шакија и Загатале, на челу са Јусифом бегом Тахировим, наређено је да се преселе у Гојчај. Уз примену артиљеријске и ватрене подршке, 25. пешадијски батаљон и локална полиција успешно су опколили бољшевичке снаге. Бољшевици су претрпели масовне губитке. Остатак бољшевичких снага, сада поражених, морао је да побегне у Гарамарам, иако их је напала 13. кавкаска пешадија. Потом су те бољшевичке снаге напале 5. кавкаску пешадијску дивизију, али у том нападу имали су веће губитке. Стационирани у Гарамараму, бољшевичке снаге су поново нападнуте од османских снага. Због тога су побегли на исток, у Баку.

## Последице
Велики количина оружја и муниције заплењена је од Црвене армије. Мањи јерменски и руски устанци у Агдашу, Гојчају и Исмаиили били су угушени. Коалиционе снаге су такође заплениле њихово оружје. Већина османских рањеника и повређеног становништва послата је у Генџи. Пали турски војници су сахрањени у Ханлару и Горанбоју.
Енвер-паша био је заузет састављањем извештаја о бици. Немци нису желели да османске снаге уђу у Баку, док их је Енвер-паша покушавао убедити у супротно. Следи наредба коју је Енвер-паша послао командантима Источне армијске групе 26. јуна:
Како ће покретање трупа за Баку створити претњу да ће бољшевици уништити резерве нафте у Бакуу, морамо избећи да то учинимо по сваку цену због општег војног добра и администрације. Из тог разлога, наређујем да 5. кавкаска пешадијска дивизија не може напасти Баку без мог одобрења. Молим вас, не шаљите додатне снаге Нури Паши без мог одобрења и повуците додатне снаге које су већ послате његовој команди. Као што је раније речено, Нури-паша ће концентрисати своје снаге и биће ограничен да заустави напредак бољшевика.— Енвер-паша, 
Ово је део из наређења које је Енвер-паша послао свом брату Нури-паши.
Није паметно послати вам помоћ. Ваш циљ није био да кренете за Баку. Понављам да морате концентрисати своје снаге и зауставити бољшевички покрет на Генџе.— Енвер-паша, 
Енвер-паша обавестио је команданте источноармијске групе о томе да "шаље 38. пешадијску дивизију и један брдски артиљеријски батаљон да помогну Нури-паши преко Газахске магистрале" у тајном налогу. Енвер-паша је покушавао да убеди Немце да османска војска неће напасти Баку, али је такође потајно наредио Нури-паши да освоји нафтом богат град што је брже могуће. Енвер-паша је 2. јула послао лично писмо Мехмету Булкату, где му је наредио да не говори о тајним налозима с Отом фон Фелдманом који је био у Батуму како би уговарали ратне услове. Ово је из наређења које је Енвер-паша послао командантима источноармијске групе:
Укратко, ја вас молим да усмерите приоритете на појачање Нури-пашиних снага са доступним додатним војницима, оружјем и муницијом без губљења времена пре него што се ситуација погорша доласком Фелдмана, и обавестите Нури-пашу о мојим личним и тајним писмима послатих вама, и недозволите да Немци сазнају за овај неморални начин комуникације.— Енвер-паша, 

### Цитати
1. ↑  Suleymanov 1999, стр. 189–190.
2. ↑  Rüştü & Istanbul, стр. 37–38.
3. ↑  Suleymanov 1999, стр. 191.
4. 1 2  Birinci Dünya hərbində Türk hərbi, Qafqaz cəbhəsi, III ordu hərəkatı (II c изд.). стр. 557.
5. ↑  AMEA-nın 1990-cı il "Tarix-Fəlsəfə-Hüquq" seriyası. ANAS. 1990.
6. ↑  Ganiyev 2003, стр. 22.
7. ↑  „Qafqaz İslam Ordusu”. "Azerbaijan" newspaper (№67 (6342)). 2. 4. 2013. стр. 4.
8. ↑  Rüştü & Istanbul, стр. 38.
9. ↑  Görüryılmaz 2015, стр. 179.
10. 1 2 3 4  Birinci Dünya hərbində Türk hərbi, Qafqaz cəbhəsi, III ordu hərəkatı (II c изд.). стр. 561.
11. ↑  Rüştü & Istanbul, стр. 48.
12. 1 2 3  Rüştü & Istanbul, стр. 70–72.
13. 1 2  Suleymanov 1999, стр. 246.
14. ↑  Kadyshev, A. B. (1960). Интервенция и гражданская война в Закавказье (на језику: руски). Moscow. стр. 118.
15. ↑  Allen; Muratov, Pavel (2017). Битвы за Кавказ. История войн на турецко-кавказском фронте. 1828–1921 (на језику: руски). Litres. стр. 717. ISBN 9785040181384.
16. ↑  Ganin, A. V. „Бичераховы”.  Ур.: Osipov, Yury. Great Russian Encyclopedia. Архивирано из оригинала 23. 12. 2016. г. Приступљено 27. 05. 2019.
17. 1 2  Birinci Dünya hərbində Türk hərbi, Qafqaz cəbhəsi, III ordu hərəkatı (II c изд.). стр. 558.
18. ↑  Rüştü & Istanbul, стр. 33–38.
19. ↑  Rüştü & Istanbul, стр. 44–45.
20. ↑  Rüştü & Istanbul, стр. 45.
21. ↑  Rüştü & Istanbul, стр. 46.
22. 1 2 3  Birinci Dünya hərbində Türk hərbi, Qafqaz cəbhəsi, III ordu hərəkatı (II c изд.). стр. 559.
23. ↑  Rüştü & Istanbul, стр. 46–47.
24. ↑  Rüştü & Istanbul, стр. 47.
25. ↑  Görüryılmaz 2015, стр. 138.
26. ↑  Rüştü & Istanbul, стр. 53–54.
27. ↑  Rüştü & Istanbul, стр. 59.
28. 1 2  Birinci Dünya hərbində Türk hərbi, Qafqaz cəbhəsi, III ordu hərəkatı (II c изд.). стр. 560.
29. ↑  Rüştü & Istanbul, стр. 59–60.
30. ↑  Rüştü & Istanbul, стр. 62.
31. ↑  Rüştü & Istanbul, стр. 64.
32. ↑  Rüştü & Istanbul, стр. 68.
33. ↑  Rüştü & Istanbul, стр. 69.
34. ↑  Rüştü & Istanbul, стр. 73–79.
35. ↑  Görüryılmaz 2015, стр. 172–173.
36. ↑  Görüryılmaz 2015, стр. 173.
37. ↑  Birinci Dünya hərbində Türk hərbi, Qafqaz cəbhəsi, III ordu hərəkatı (II c изд.). стр. 564.